# Drittes Infanterie-Regiment Prinz „Friedrich Wilhelm von Hessen“
Das Dritte Infanterie-Regiment Prinz „Friedrich Wilhelm von Hessen“ war eine Verband der Hessen-Kasselschen Armee, der bis zur Annexion des Kurfürstentums im Jahre 1866 bestand. Die übernommenen Offiziere und Mannschaften bildeten den Stamm des 3. Kurhessischen Infanterie-Regiments Nr. 83 in der Preußischen Armee.

## Stammtruppen

### I. Bataillon
1701 wurde es als das Regiment von Schöpping errichtet.
- 1704 Exterbe
- 1719 Rau zu Holzhausen
- 1736 Regiment Waldenheim
- 1744 Mansbach
- 1763 Gräffendorf
- 1767 Prinz Moritz von Sachsen-Gotha
- 1775 Trümbach
- 1778 von Bose

Im Jahr 1789 wurde mit dem Regiment „Prinz Carl“ (1702 errichtet) zusammengelegt, es bildete das II. Bataillon des vereinigten Regiments. Im Jahr 1795 wurde aus den zwei vorhandenen und noch zwei anderen, aus beiden Bataillonen formierten Grenadier-Kompanien, ein Grenadier-Bataillon errichtet.
Das Regiment erhielt 1805 den Namen „Landgraf Karl“, den es bis zum 1. November 1806 behielt.
Im Jahr 1813 wurde das Regiment mit zwei Grenadierkompanien, zwei Musketier- und einem Füsilier-Bataillon (zu jeweils vier Kompanien) neuerrichtet. Die beiden Grenadierkompanien wurden zusammen mit denen des Regiments „Prinz Carl“ zum Grenadier-Bataillon „von Losberg“ (ab 1820 „von Schmidt“) zusammengefasst. Bereits 1816 wurden zwei Füsilierkompanien aufgelöst und die anderen beiden mit denen des Regiments „Prinz von Solms“ zu einem Füsilier-Bataillon vereinigt. 1817 wurde die beiden letzten Füsilierkompanien mit denen des Regiments „Prinz von Solms“ zu einem Füsilier-Landwehr-Regiment vereinigt, 1818 erhielt es den Namen Füsilier-Regiment „Landgraf Carl“.

### Gefechtskalender
Von 1701 bis 1713 im Pfälzer Erbfolgekrieg kämpfte das Regiment in den Niederlanden, am Rhein, in Bayern und Italien. 1741 bis 1748 befand es sich wieder in Bayern, am Main und am Rhein und in den Niederlanden sowie in Schottland.
Im Siebenjährigen Krieg war es Teil der alliierten Armee. Es nahm 1759 an der Expedition nach Sachsen teil. Von 1776 bis 1783 befand es sich in Amerika. Dort konnte es sich 1780 bei Guilford in Nordcarolina auszeichnen. Nach seiner Rückkehr kämpfte es im Ersten Koalitionskrieg von 1793 bis 1795 in den Niederlanden und Westphalen. 1806 wurde es beurlaubt.
1814 befand es sich bei den Belagerungen von Luxemburg, Thionville und Metz. 1815 zog es in die Champagne und kämpfte bei Sedan und Reims; es nahm an dem Sturm auf Charleville teil und an der Belagerung von Mezieres.

### Chefs
- 1701 Oberst Melchior von Schöpping (gefallen am Schellenberg)
- 1704 Oberst Casimir Heinrich von Exterde (später Generalmajor und Kommandant von Rinteln)[1]
- 1719 Oberst Georg Ludwig Rau von Holzhausen († 1736) (später Generalmajor und Kommandant von Hanau)[2]
- 1736 Oberst Wilhelm Adolf von Waldenheim (gefallen bei Kron-Weißenburg)[3]
- 1744 Generalmajor Heinrich von Mansbach (später Generalleutnant und Gouverneur von Rheinfels)[4]
- 1763 Generalmajor Friedrich Wallrab von Gräffendorf
- 1767 Generalleutnant Prinz Moritz von Sachsen-Gotha
- 1775 Generalmajor Karl Levin von Trümbach
- 1778 Generalmajor Carl Ernst Johann von Bose (später Generalleutnant)
- 1789 bis 1821 Generalleutnant Karl von Hessen-Kassel

### Kommandeure
- 1789 Generalmajor von Borck, später Generalleutnant und Kommandant von Ziegenhain
- 1795 Generalmajor von Hanstein, versetzt als Generalleutnant
- 1798 Generalmajor von Fuchs
- 1799 Oberst Carl von Wurmb, später Generalleutnant und Kommandant von Hanau
- 1813 Oberst Carl von Haynau, Kommandeur en Chef
- 1818 Generalmajor Carl Zincke, Kommandeur en Chef[5]
- 1820 Oberstleutnant Friedrich Wilhelm von Loßberg

### II. Bataillon
Im Jahr 1745 wurde das Regiment „Prinz Anhalt“ aus Mannschaften anderer Regimenter und Neugeworbenen errichtet. Anschließend erhielt es immer wieder neue Namen, 1770 „Mirbach“, 1780 „Jung-Losberg“.
Im Jahr 1789 wurde das Regiment zum II. Bataillon des Regiments „Erbprinz“. 1795 wurde in dem Regiment ein Grenadier-Bataillon errichtet. Im Jahr 1803 erhielt es den Namen „Kurprinz“ und 1805 den Namen „von Wurmb“, so blieb es bis zum 1. November 1806, als das Regiment beurlaubt wurde.
Im Jahr 1813 wurde das Regiment als „vacant von Wurmb“ neuformiert. Es bestand aus zwei Grenadierkompanien sowie zwei Musketier- und einem Füsilier-Bataillon (zu jeweils vier Kompanien). Anfang 1814 erhielt das Regiment den Namen „Prinz von Solms“. Die beiden Grenadierkompanien wurde mit den des Regiments „Landgraf Carl“ zum Grenadier-Bataillon „von Loßberg“ (ab 1820 „von Schmidt“) zusammengefasst. 1816 wurde zwei Kompanie des Füsilier-Regiments aufgelöst und die beiden anderen mit denen des Regiments „Landgraf Carl“ zu einem Füsilier-Bataillons zusammengelegt, 1817 wurde daraus das 2. Füsilier-Landwehr-Regiment gebildet.
- 1745 Prinz Anhalt
- 1770 Mirbach
- 1780 Jung-Losberg
- 1789 Erbprinz
- 1803 Kurprinz
- Französische Besetzung
- 1813 vacant von Wurmb
- 1814 Prinz von Solms

### Chefs
- 1745 Oberst Prinz Carl Leopold von Anhalt-Bärenburg
- 1770 Oberst von Mirbach (später Generalleutnant)
- 1780 Generalmajor von Loßberg (später Generalleutnant)
- 1789 Oberst Prinz Wilhelm (später Wilhelm II.)
- 1805 Generalmajor Philipp von Wurmb
- französische Besetzung
- 1813 Generalmajor Prinz Ludwig Wilhelm Christian von Solms-Braunsfels

### Kommandeure
- 1789 Generalleutnant von Kospoth (Kommandeur beider Bataillone)
- 1789 Oberst Johann Friedrich von Cochenhausen (später Generalmajor)
- 1793 Oberst Hans Moritz von Biesenrodt (Kommandeur beider Bataillone)
- 1801 Generalmajor Philipp von Wurmb (wurde 1805 Chef)
- 1813 Oberstleutnant Mensing (Kommandeur beider Bataillone)
- 1818 Major Wilhelm Rieß (Kommandeur beider Bataillone)

### 3. Infanterie-Regiment PrinzFriedrich Wilhelm von Hessen
Am 1. Mai 1821 wurde das Füsilier-Regiment „Landgraf Carl“ in 3. Linien-Infanterie-Regiment umbenannt. Es wurde zu zwei Musketier- und einem Füsilier-Bataillon (jeweils vier Kompanien) organisiert. Die Musketier-Bataillone wurde mit zwei Grenadierkompanien des Grenadier-Bataillons „von Schmidt“ ergänzt. Das Füsilier-Bataillons wurde das II. Bataillons des Regiments „Prinz von Solms“ (später Schützen-Bataillon), die vierte Kompanie des Grenadier-Bataillons „von Schmidt“.
1832 bekam es den Namen „Landgraf Carl“. Am 7. Dezember 1832 wurde es in zwei Bataillon reorganisiert. Das erste Bataillon wurde aufgelöst, das zwei wurde zum ersten und das zweite aus dem Füsilier-Bataillon gebildet. 1835 wurde es das 3. Infanterie-Regiment „Landgraf Carl“, 1836 dann nur das 3. Infanterie-Regiment.
1849 erhielt es ein Landwehr-Bataillon zusätzlich; 1854 wurde das Bataillon wieder aufgelöst und die Kompanien in das I. und II. Bataillon integriert. 1856 bekam es den Namen 3. Infanterie-Regiment („Prinz Friedrich Wilhelm“).

### Gefechtskalender
Während der Badischen Revolution von 1849 befand es sich beim Neckar-Korps. Das I. Bataillon befand sich bei Hirschhorn im Gefecht sowie bei der Einnahme von Gernsbach. Das II. Bataillon kämpfte bei Käferthal und Großsachsen sowie zusammen mit den I. Bataillon bei zweiten Gefecht bei Hirschhorn.

### Chefs
- 1832 Landgraf Carl von Hessen (1836)
- 1856 Prinz Friedrich Wilhelm von Hessen

### Kommandeure
- 1821 Oberstleutnant Adolf von Haller
- 1830 Oberst Emil von Lepel
- 1833 Oberstleutnant Ludwig von Bardeleben (mit der Führung beauftragt)
- 1835 Oberstleutnant Ludwig von Bardeleben
- 1838 Oberstleutnant Johann von Specht (mit der Führung beauftragt)
- 1840 Oberstleutnant Johann von Specht, später Kommandeur der Leibgarde,[6]
- 1841 Oberst Friedrich von Starck (mit der Führung beauftragt)
- 1843 Oberst Friedrich von Starck, später Kommandant von Fulda[7]
- 1844 Oberstleutnant/Oberst Georg Spangenberg[8]
- 1848 Oberstleutnant Achilles d’Orville (mit der Führung beauftragt), später Kriegsminister
- 1850 Oberst Theodor Weiß
- 1850 Oberstleutnant Carl Jakob von Schnackenberg (mit der Führung beauftragt)
- 1851 Oberstleutnant Georg Wilhelm von Schmidt (mit der Führung beauftragt), später Kommandeur der Landgendarmerie
- 1852 Oberstleutnant Georg Karl Friedrich von Kaltenborn (mit der Führung beauftragt)
- 1853 Oberstleutnant/Oberst Georg Karl Friedrich von Kaltenborn, später Kriegsminister
- 1856 Oberstleutnant Ludwig Treusch von Buttlar-Brandenfels (mit der Führung beauftragt)
- 1856 Oberstleutnant/Oberst Ludwig Treusch von Buttlar, später Kommandeur der 1. Infanterie-Brigade
- 1866 Oberstleutnant James von Bischoffshausen (mit der Führung beauftragt)